# László Czigler
László Czigler (Pécs, 21 settembre 1971) è un ex cestista e allenatore di pallacanestro ungherese.

## Carriera
Con l'Ungheria ha disputato i Campionati europei del 1999.

## Palmarès

### Giocatore
- Campionato ungherese: 4

Körmend: 1995-96,
Atomerőmű: 2001-02, 2004-05, 2005-06
- Coppa d'Ungheria: 9

Körmend: 1993, 1994, 1995, 1997, 1998
Atomerőmű: 2001, 2003, 2005, 2009